# Red Medicine
Red Medicine es el cuarto álbum de estudio de la banda estadounidense de hardcore punk Fugazi, lanzado el 12 de junio de 1995 a través de Dischord Records. 

## Listado de canciones
- Todas las canciones compuestas por Ian MacKaye, Guy Picciotto, Joe Lally y Brendan Canty

1. "Do You Like Me" – 3:16
2. "Bed for the Scraping" – 2:50
3. "Latest Disgrace" – 3:34
4. "Birthday Pony" – 3:08
5. "Forensic Scene" – 3:05
6. "Combination Lock" – 3:06
7. "Fell, Destroyed" – 3:46
8. "By You" – 5:11
9. "Version" – 3:20
10. "Target" – 3:32
11. "Back to Base" – 1:45
12. "Downed City" – 2:53
13. "Long Distance Runner" – 4:17

- Datos: Q971672